# Famille Changuion
 (mars 2025).
La mise en forme du texte ne suit pas les recommandations de Wikipédia : il faut le « wikifier ».
Les points d'amélioration suivants sont les cas les plus fréquents. Le détail des points à revoir est peut-être précisé sur la page de discussion.
- Les titres sont pré-formatés par le logiciel. Ils ne sont ni en capitales, ni en gras.
- Le texte ne doit pas être écrit en capitales (les noms de famille non plus), ni en gras, ni en italique, ni en « petit »…
- Le gras n'est utilisé que pour surligner le titre de l'article dans l'introduction, une seule fois.
- L'italique est rarement utilisé : mots en langue étrangère, titres d'œuvres, noms de bateaux, etc.
- Les citations ne sont pas en italique mais en corps de texte normal. Elles sont entourées par des guillemets français : « et ».
- Les listes à puces sont à éviter, des paragraphes rédigés étant largement préférés. Les tableaux sont à réserver à la présentation de données structurées (résultats, etc.).
- Les appels de note de bas de page (petits chiffres en exposant, introduits par l'outil «  Source ») sont à placer entre la fin de phrase et le point final[comme ça].
- Les liens internes (vers d'autres articles de Wikipédia) sont à choisir avec parcimonie. Créez des liens vers des articles approfondissant le sujet. Les termes génériques sans rapport avec le sujet sont à éviter, ainsi que les répétitions de liens vers un même terme.
- Les liens externes sont à placer uniquement dans une section « Liens externes », à la fin de l'article. Ces liens sont à choisir avec parcimonie suivant les règles définies. Si un lien sert de source à l'article, son insertion dans le texte est à faire par les notes de bas de page.
- La présentation des références doit suivre les conventions bibliographiques. Il est recommandé d'utiliser les modèles {{Ouvrage}}, {{Chapitre}}, {{Article}}, {{Lien web}} et/ou {{Bibliographie}}. Le mode d'édition visuel peut mettre en forme automatiquement les références.
- Insérer une infobox (cadre d'informations à droite) n'est pas obligatoire pour parachever la mise en page.

Pour une aide détaillée, merci de consulter Aide:Wikification.
Si vous pensez que ces points ont été résolus, vous pouvez retirer ce bandeau et améliorer la mise en forme d'un autre article.

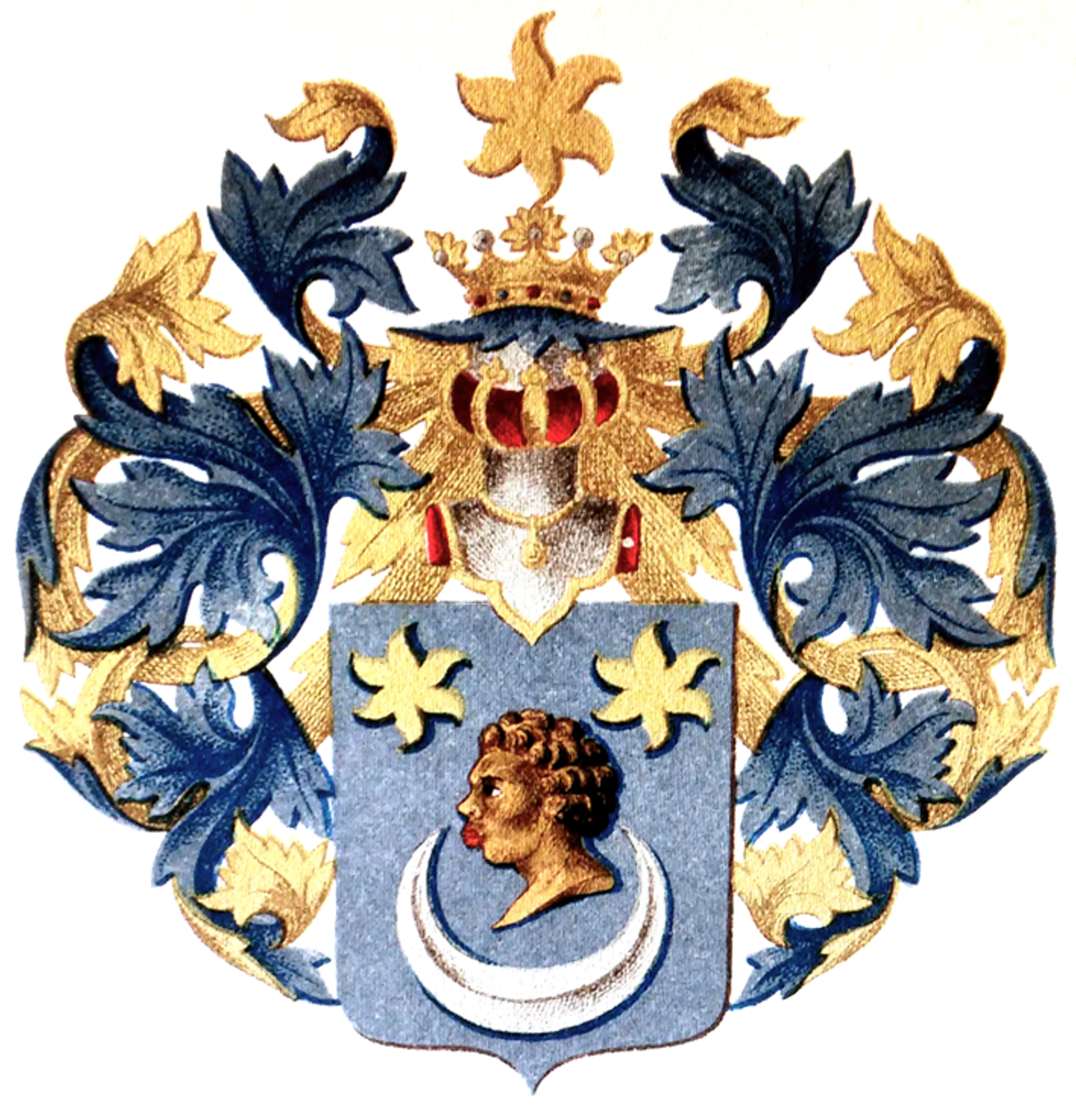
Les armoiries familiales de François Daniël Changuion (1766-1850) et de ses descendants.

La famille Changuion est une famille d'origine française, avec des branches établies en France, aux Pays-Bas et en Afrique du Sud. Ses racines remontent au moins au XVIe siècle, avec des mentions antérieures dès le XVe siècle. La famille s’est distinguée au fil du temps dans les domaines de l’édition, de la diplomatie, de l’éducation, de la gouvernance, de la religion et des arts. Originaires de la région de Champagne et de confession huguenote, ses membres ont fui les persécutions religieuses au XVIIe siècle pour se réfugier dans des régions protestantes telles que les Pays-Bas et l’Allemagne. L’un de ses membres les plus notables, François Daniël Changuion, fut anobli aux Pays-Bas en 1815 pour son rôle dans la fondation du Royaume des Pays-Bas. Aujourd’hui, les descendants de la famille sont répartis à travers l’Europe, l’Afrique australe, les États-Unis, le Royaume-Uni, l’Australie, la Nouvelle-Zélande et au-delà.

## Histoire

### Origines en France
Le nom de famille "Changuion" (prononciation: [ ʃɑ̃ɡɥijɔ̃ ]) pourrait trouver son origine dans la commune de Champguyon, un village situé dans la région de Brie, en Champagne, France. Les archives historiques montrent que le nom de ce village a évolué au fil des siècles, avec des formes attestées telles que Campus Guidonis (1161), Champ-Guidonis, Cham-Guion (1252), Changuon (fin du XIIIe siècle), Champguion (1395), et Changuyon (1804), reflétant une évolution linguistique qui pourrait également sous-tendre le nom de famille.
Les premières mentions connues du patronyme Changuion remontent à 1416, lorsqu’un professeur François Changuion est mentionné comme enseignant l’anatomie à l’Université de Paris. Il existe également des références à des membres de la famille Changuion résidant à Toulouse au début du XVIe siècle,. Bien que ces individus ne soient pas directement liés à la lignée familiale documentée, ils témoignent de l’ancienneté du nom en France.
L’un des premiers membres historiquement identifiables de la famille apparaît en 1562, lors du massacre de Wassy, une ville de l’ancienne province française de Champagne. Pierre Changuion est cité parmi les fidèles protestants (huguenots) attaqués par les forces catholiques. 
Dans les décennies qui ont suivi cet événement, une partie de la famille de Pierre s’est installée à Vitry-le-François. En tant que membres de la bourgeoisie, plusieurs d’entre eux ont quitté la France autour de 1685, à la suite de la révocation de l’édit de Nantes, en raison des persécutions religieuses, pour s’établir dans des pays protestants voisins. Aujourd’hui, certains membres de la famille Changuion résident encore dans la région de France dont la famille est originaire.

### Migration et établissement aux Pays-Bas
L’une des branches néerlandaises de la famille est issue d’un fils de Pierre Changuion, mentionné ci-dessus lors du massacre de Wassy. Cette branche s’est installée directement à Leyde, aux Pays-Bas, après avoir quitté Wassy en 1686, et s’est impliquée dans l’industrie textile. Elle donnera naissance à Pierre-Jean Changuion (1763–1820), juriste, écrivain et administrateur, qui fut nommé gouverneur de la colonie de Curaçao et dépendances en 1804. Cette branche s’est éteinte en ligne masculine au cours du XIXe siècle. 
Une autre branche néerlandaise de la famille Changuion, dont descend également la branche sud-africaine, provient d’un autre fils de Pierre Changuion, également prénommé Pierre, inhumé à Wassy en 1634. Un petit-fils de ce dernier, Daniel Changuion, naquit à Wassy en 1630 et s’établit à Vitry-le-François comme marchand. Après la révocation de l’édit de Nantes, Daniel quitta la France avec son fils Jean, né à Vitry vers 1660, pour s’installer à Halle (Saale), en Allemagne. L’un des fils de Jean, François Changuion (1694–1777), fut baptisé à Francfort-sur-l’Oder en 1694, puis s’installa à Amsterdam vers 1717, où il devint bourgeois et libraire. En 1724, François fonda une maison d’édition qui connut un grand succès. 

#### Élévation à la noblesse et controverse
L’un des petits-fils de François, François Daniël Changuion (1766–1850), fut élevé à la noblesse néerlandaise le 16 septembre 1815, en raison de son rôle en tant que secrétaire du gouvernement provisoire des Pays-Bas (le Triumvirat sous Van Hogendorp) en 1813. À ce titre, il est considéré comme l’un des fondateurs du Royaume des Pays-Bas. Son anoblissement lui permit, ainsi qu’à ses descendants, de porter le prédicat jonkheer (pour les hommes) et jonkvrouw (pour les femmes). En tant que membre de la noblesse, il obtint également le droit de porter une couronne sur le cimier de ses armoiries. 
En 1823, FD Changuion fut condamné par contumace pour fraude. Deux ans plus tard, en 1825, la première liste officielle des personnes appartenant à la noblesse néerlandaise fut dressée. Seuls les enfants de FD Changuion nés avant le 27 février 1823 (date de sa condamnation), et non lui-même, figuraient sur cette liste,. Ces enfants conservèrent leur statut nobiliaire, qu’ils purent transmettre à leurs descendants,. Cette interprétation reste à ce jour la position officielle du Conseil suprême de la noblesse aux Pays-Bas. 
Cependant, en 2019, le juriste Briët a soutenu qu’aucune décision formelle de retrait du statut nobiliaire de F.D. Changuion n’avait jamais été prise, et qu’un tel retrait n’a aucun fondement légal ou statutaire. Néanmoins, cette opinion n’est pas unanimement partagée : F.D. Changuion est généralement considéré comme ayant perdu son statut de noble après 1825. 

### Expansion en Afrique du Sud
L'un des fils de François Daniël, Antoine Changuion (1803-1881), s'installe en Afrique du Sud en 1831 pour occuper un poste de professeur au athenaeum sud-africain (fondé en 1829, devenu par la suite le South African College, aujourd’hui Université du Cap).
Deux branches notables de la famille se sont développées en Afrique du Sud à partir d’Antoine : l’une par son fils Louis Annes Changuion (1840–1910), dont descendent aujourd’hui tous les Changuion sud-africains, et qui a poursuivi la lignée noble ; l’autre par son fils Abraham Arnoldus Faure Changuion (1835–1877), ancêtre de la famille Chanquin.
Abraham entretint une union avec une femme nommée Maggie, d’origine malayo-portugaise. Bien que la nature exacte de leur relation reste incertaine, celle-ci eut lieu à une époque où les unions interraciales au Cap, bien que non illégales, étaient souvent mal vues par la société coloniale et noble européenne. Il est supposé que leurs descendants adoptèrent plus tard le nom de famille Chanquin, peut-être en réponse aux pressions sociales ou par affirmation de leur identité.

## Armoiries
Les armoiries de la famille sont décrites comme suit : d’azur, une tête de Maure de couleur naturelle (au naturel), accompagnée de deux étoiles flamboyantes d’or en chef (or) et un croissant d'argent en pointe (argent). Pour la branche noble de la famille, l’écu est timbré d’un heaume grillagé, surmonté d’une couronne à trois feuilles et deux perles. L’ornement extérieur (lambrequins) est d’azur doublé d’or. Crête : une étoile reprise de l’écu. La devise ancestrale : Zèlé pour la Foi et le Roi figure en lettres noires sur un ruban blanc.
Selon une tradition familiale vieille de plusieurs siècles, les Changuions en fuite furent hébergés par les musulmans lors de leur exil provoqué par les persécutions religieuses. Une autre interprétation suggère que ce symbole pourrait remonter à l’époque des Croisades. Dans tous les cas, en signe de gratitude, une tête de Maure – symbole héraldique traditionnellement associé aux musulmans – fut intégrée aux armoiries de la famille.

## Personnalités
Alphonse Changuion (v. 1806–1867), était un facteur d’orgues et mécanicien français basé à Lyon. Vers 1846, il conçut et commercialisa un harmonium qu’il nomma Le Changuion, décrit comme une « physharmonika » à trois registres, breveté à Lyon le 27 octobre 1846 (brevet n° 4403). En mai 1847, il déposa un certificat d’addition décrivant un système d’accouplement innovant destiné à améliorer la puissance et l’harmonie, applicable à tous les instruments à clavier. Un exemplaire conservé du Changuion fut réalisé pour le comte de Paris. Il fabriqua des harmoniums sous son propre nom et est principalement connu pour ces innovations dans la facture d’orgues française du milieu du XIXe siècle.

## Filiation
- François Changuion (1694-1777), portier, libraire et imprimeur à Amsterdam[23].
  - François Changuion (1727-après 1776), membre du conseil de la cour de justice d'Essequibo (alors partie d'une colonie néerlandaise et aujourd'hui République coopérative de Guyane) ainsi que président de l'orphelinat, bourgeoisie de Deventer[24].
    - Jonkheer François Daniël Changuion (1766-1850), membre du conseil municipal et échevins de Leiden, secrétaire du gouvernement provisoire (le triumvirat sous Van Hogendorp) en 1813, commissaire général des troupes britanniques, Pays-Bas' premier envoyé aux États-Unis d'Amérique, élevé à la noblesse néerlandaise en 1815, n'est pas mentionné dans la liste des nobles de 1825[24],[19].
      - Jonkheer François Daniel Changuion (1801-1834), décédé à Odessa alors qu'il était au service de la Russie.
      - Jonkvrouw Louise Anne Changuion (1802-1872)[25]. Après la mort de ses deux parents, elle rejoint son frère ANE Changuion au Cap. Elle retourna en Europe avec lui, sa femme et ses deux filles en 1865.
      - Prof. Jonkheer Dr. Antoine Nicolas Ernest Changuion (1803-1881), professeur au Cap, écrivain très productif dans les domaines théologiques et littéraires ; il eut neuf enfants et de ceux-ci sortit une nombreuse progéniture appartenant à la noblesse hollandaise[26],[15]. Tous les Changuion qui viennent aujourd'hui d'Afrique du Sud descendent de son fils Louis Annes Changuion (1840-1910). Une branche des descendants d'ANE Changuion, à savoir les descendants de son fils Abraham Arnoldus Faure Changuion (1835-1877), a changé son nom de famille en Chanquin[27].
        - Jonkheer Abraham Arnoldus Faure Changuion (1835-1877)[25], ancêtre des Chanquins d'Afrique du Sud.
        - Jonkheer Louis Annes Changuion (1840-1910)[28], arpenteur à Robertson et ancêtre des Changuion d'Afrique du Sud.
          - Jonkheer Antoine Nicolas Ernest Changuion (1865-1945), constructeur et propriétaire d'une entreprise de construction.
          - Jonkheer François Daniel Changuion (1874-1955), instituteur.
          - Jonkheer Louis John Stanley Changuion (1875-1960), propriétaire d'une entreprise de construction et agriculteur.
          - Jonkheer Abraham Arnoldus Faure Changuion (1878-1970), nickelageur.

      - Jonkheer Laurent Jonathan Changuion (1805-1851), décédé à Arnhem le 12 avril 1851 - noyé dans le Rhin.